# Avión de radiocontrol

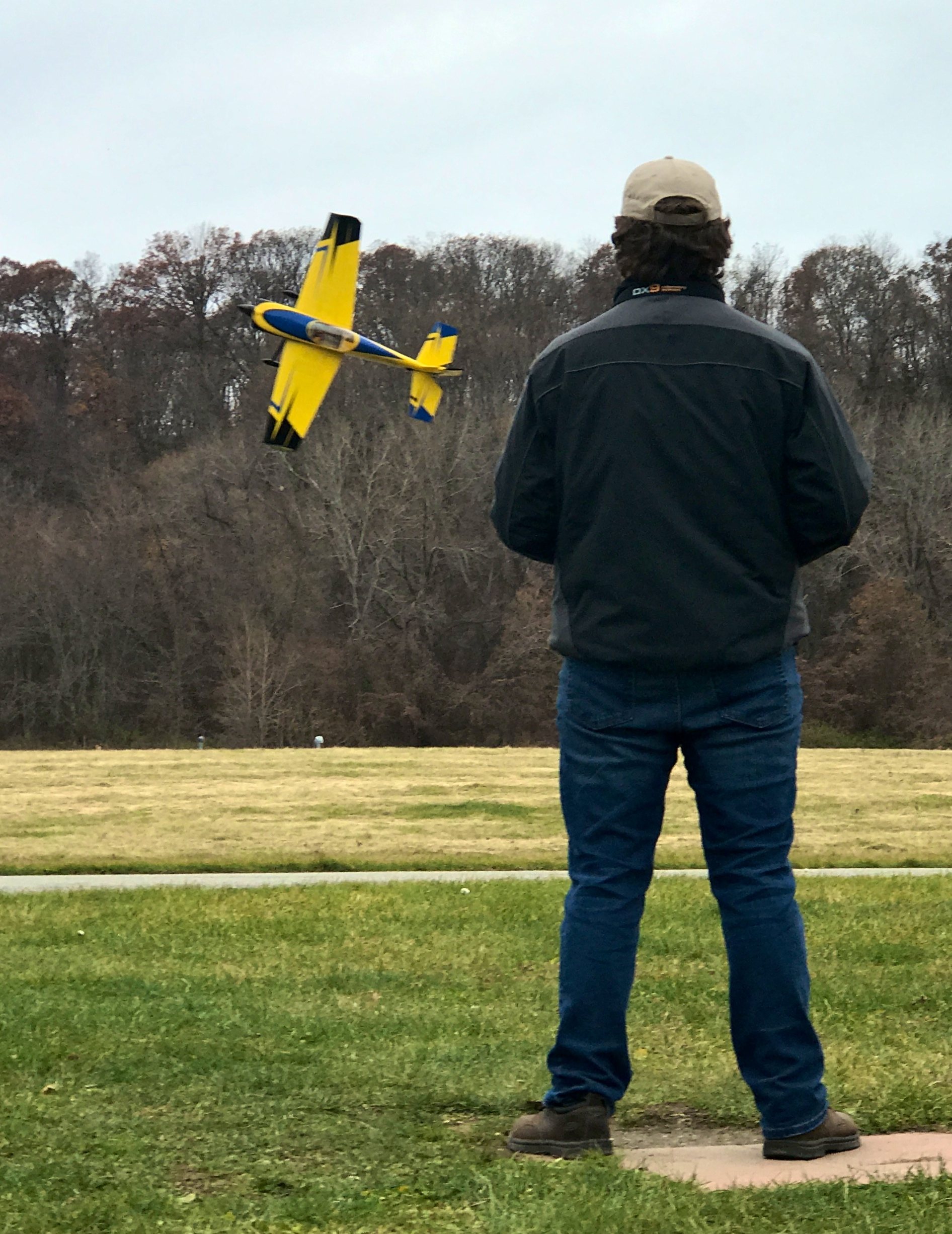
Un aeromodelista volando su avión de radiocontrol

Un avión de radiocontrol (también llamado avión RC o aeronave RC) es una pequeña máquina voladora que es controlada de forma remota por un operador humano en tierra usando una emisora de radiocontrol portátil. El transmisor se comunica con un receptor de radio dentro de la aeronave, el cual envía señales a los servomecanismos que mueven las superficies de control en función de la posición de las palancas de mando del transmisor. Las superficies de control, a su vez, afectan a la orientación de la aeronave.
El vuelo de aviones RC como pasatiempo aumentó sustancialmente en la década de los 2000 con mejoras en el coste, peso, rendimiento y capacidades de motores, baterías y productos electrónicos. Actualmente, se puede encontrar en el mercado una amplia variedad de modelos y estilos de aviones RC.
Algunas organizaciones científicas, gubernamentales o militares también utilizan aviones RC para la realización de experimentos, recopilación de lecturas meteorológicas, modelado aerodinámico y otras pruebas. 
También existen los vehículos aéreos no tripulados (drones) o los aviones espías, los cuales agregan video o capacidades autónomas. Además, a diferencia de los aviones RC, los cuales se usan principalmente para actividades recreativas de aeromodelismo civil, los vehículos aéreos no tripulados o los aviones espías se utilizan con fines de servicio público (extinción de incendios, recuperación de desastres, etc.), con fines comerciales o bien con fines militares, pudiendo en este último caso estar armados.